# Théâtre de Bethlen tér
Le Théâtre de Bethlen tér (en hongrois : Bethlen Téri Színház) est un théâtre situé dans le 7e arrondissement de Budapest. 